# Отношения Бурунди и ДР Конго
Отношения Бурунди и Демократической Республики Конго — двусторонние дипломатические отношения между Бурунди и Демократической Республикой Конго. Протяжённость государственной границы между странами составляет 236 км.

## История
В 1994 году на территорию Заира прибыло большое количество беженцев из Руанды и Бурунди, что привело к возникновению межнациональной напряжённости в стране и стало одной из причин начала Первой конголезской войны в 1996 году. В этой войне Руанда и Бурунди поддержали оппозиционный Альянс демократических сил за освобождение Конго и после окончания кровопролитных боёв лидер Заира Мобуту Сесе Секо покинул страну, а следующим президентом стал Лоран-Дезире Кабила и страна была переименована в Демократическую Республику Конго.
В 1998 году на территории ДР Конго разразилась Великая африканская война в которой Бурунди вновь поддержала оппозиционные силы в лице Конголезского объединения за демократию. В 2009 году Бурунди и ДР Конго восстановили дипломатические отношения. В 2018 году в Бурунди проживало 75 788 беженцев из Демократической Республики Конго. В 2019 году на территории ДР Конго проживало 43 010 беженцев из Бурунди.

## Торговля
В 2017 году ДР Конго являлась вторым по величине рынком для экспорта бурундийских товаров: общий объём поставок составил сумму 24,1 млн долларов США.

## Дипломатические представительства
- Бурунди имеет посольство в Киншасе[5].
- У Демократической Республики Конго имеется посольство в Бужумбуре[6].